# گورفیون
گورفیون (به لاتین: Gorfion) یک کوه در لیختن‌اشتاین است که در ننتسینگ واقع شده‌است. گورفیون ۲٬۳۰۸ متر بالاتر از سطح دریا واقع شده‌است.